# Marco Pontecorvo
Marco Pontecorvo (Roma, 8 de noviembre de 1966) es un director de fotografía y director de cine italiano. 
Es hijo del cineasta Gillo Pontecorvo. Uno de sus primeras trabajos como cinematógrafo fue en la película In barca a vela contromano (1997), aunque anteriormente había trabajado en cortometrajes y documentales. Algunas de las producciones internacionales en las que ha trabajado son Roma, La última legión, Cartas a Julieta, Game of Thrones y Fading Gigolo.
Su primer largometraje como director fue Pa-ra-da (2008), cinta por la cual fue nominado como «mejor director debutante» en los premios Nastro d'argento y David di Donatello, y ganó el Premios Pasinetti en el Festival Internacional de Cine de Venecia de 2008 y el Premio Francis Laudadio a la mejor ópera prima en el Bif&st.

## Filmografía

### Director de fotografía
- Passami il burro! (cortometraje documental) (1991)
- Ritorno ad Algeri (telefilme documental) (1992)
- Bluff (cortometraje) (1995)
- Binari (cortometraje) (1996)
- La tregua (1997)
- In barca a vela contromano (1997)
- Tutte le donne di Fassbinder (telefilme documental) (1997)
- Fuochino (cortometraje) (1998)
- Le ragazze di Piazza di Spagna (serie de televisión) (1998)
- Cuori in campo (telefilme) (1998)
- L'ospite (1998)
- Bambina in metro B (cortometraje) (1998)
- Banana Splatter (cortometraje) (1999)
- Falkehjerte (1999)
- Sulla spiaggia e di là dal molo (2000)
- Voci (2000)
- La prossima volta (cortometraje) (2002)
- Una seconda occasione (cortometraje) (2002)
- My House in Umbria (telefilme) (2003)
- Perduto amor (2003)
- Eros (segmento "Il filo pericoloso delle cose") (2004)
- Firewall (2006)
- Roma (serie de televisión) (2005-2007)
- La última legión (2007)
- My One and Only (2009)
- Prove per una tragedia siciliana (2009)
- Cartas a Julieta (2009)
- Passione (2010)
- Game of Thrones (serie de televisión) (2011)
- Fading Gigolo (2013)

### Director
- Ore 2: Calma piatta (corto) (2003)
- Pa-ra-da (2008)
- Mai per amore (miniserie) (2012)
- Le mille e una notte: Aladino e Sherazade (miniserie) (2012)
- Ragion di Stato (miniserie) (2013)
- L'oro di Scampia (telefilme) (2014)
- Tempo instabile con probabili schiarite (2015)
- Lampedusa (miniserie) (2016)
- Il sogno di Rocco (telefilme) (2016)
- Fatima (2020)

## Premios y distinciones
Festival Internacional de Cine de Venecia
| Año  | Categoría                | Película | Resultado |
| ---- | ------------------------ | -------- | --------- |
| 2008 | Premio Lanterna Magica   | Pa-ra-da | Ganador   |
| 2008 | Premio Nazareno Taddei   | Pa-ra-da | Ganador   |
| 2008 | Premio Air For Film Fest | Pa-ra-da | Ganador   |